# Gesetz zur Neugliederung von Gemeinden des Landkreises Brilon
Das Gesetz zur Neugliederung von Gemeinden des Landkreises Brilon war ein Gesetz zur kommunalen Neugliederung einiger Gemeinden des Landkreises Brilon. Neun Gemeinden und die Stadt Medebach wurden zur neuen, amtsfreien Stadt Medebach zusammengeschlossen, das Amt Medebach aufgelöst sowie die Gemeinden Bigge und Olsberg zur neuen Stadt Bigge-Olsberg zusammengeschlossen.
Das Gesetz wurde am 10. Juni 1969 vom Landtag Nordrhein-Westfalen verabschiedet, am 18. Juni 1969 von der Landesregierung ausgefertigt und trat am 1. Juli 1969 in Kraft. Das Gesetz bestätigt im Wesentlichen die Gebietsänderungsverträge zwischen den Gemeinden.
Der Landkreis Brilon hieß ab dem 1. Oktober 1969 Kreis Brilon, die Stadt Bigge-Olsberg wurde bei der Auflösung des Amtsgerichts Bigge zum 1. Januar 1970 dem Amtsgericht Brilon zugeordnet. Durch das Sauerland/Paderborn-Gesetz erfolgte zum 1. Januar 1975 eine weitere Neugliederung von Gemeinden des Kreises Brilon. Die Stadt Medebach blieb dabei in der Form von 1969 bestehen. Die Stadt Bigge-Olsberg wurde mit weiteren Gemeinden zur Stadt Olsberg zusammengeschlossen. Der Kreis Brilon wurde aufgelöst und das bisherige Kreisgebiet dem neuen Hochsauerlandkreis zugeordnet.

## Gesetzesinhalt
| Paragraph | Inhalt |
| --------- | --- |
| § 1       | Zusammenschluss der Gemeinden Berge, Deifeld, Dreislar, Düdinghausen, Küstelberg, Stadt Medebach, Medelon, Oberschledorn, Referinghausen und Titmaringhausen zur neuen Stadt Medebach, Auflösung des Amtes Medebach |
| § 2       | Zusammenschluss der Gemeinden Bigge und Olsberg zur neuen Stadt Bigge-Olsberg |
| § 3       | Bestätigung von Gebietsänderungsverträgen und -bestimmungen |
| § 4       | Zuordnung zu Amtsgerichten - Medebach zum Amtsgericht Medebach - Bigge-Olsberg zum Amtsgericht Bigge |
| § 5       | Inkrafttreten am 1. Juli 1969 |